# Jesper Fredberg
Jesper Fredberg (Aarhus, 11 mei 1981) is een Deens voetbaltrainer en sportbestuurder. Sinds 2025 is hij algemeen directeur van de Italiaanse club UC Sampdoria. De Deen was eerder onder meer CEO Sports van het voetbalteam RSC Anderlecht uit België en sportief directeur bij het Deense Viborg FF, waar hij successen behaalde door promotie en Europees voetbal af te dwingen.

## Carrière
Fredberg was jeugdspeler bij de Deense voetbalclub Aarhus maar brak er nooit door als professionele speler en werd al snel trainer. Hij behaalde zijn UEFA Pro-licentie en werd jeugdcoach bij verschillende Deense clubs. Een job die hij combineerde met de functie van sergeant bij het Deense leger van 2002 tot 2004 en zes jaar daarna als politieofficier. In 2013 werd Fredberg assistent-trainer van Peter Sørensen bij Aarhus en in februari 2014 interim hoofdtrainer na Sørensens vroegtijdig ontslag.
Vanaf 2014 nam Fredberg bestuurlijke taken op bij achtereenvolgens Aarhus, Omonia Nicosia, Panathinaikos en Viborg. Bij die laatste werd hij sportief directeur in 2019. Onder zijn beleid speelde de club in 2021 voor het eerst in zijn bestaan Europees voetbal.
In november 2022 tekende hij een contract bij RSC Anderlecht als CEO Sports tot 2024. Hij moet de Belgische club, die op dat moment in een historisch dieptepunt verkeert, weer op de kaart zetten. In december benoemt hij Brian Riemer tot nieuwe hoofdtrainer ter vervanging van de ontslagen Felice Mazzù. In de eerste transferperiode in januari 2023 kon Fredberg enkel uitpakken met de komst van  Anders Dreyer. Zijn sterke Deense connecties in het buitenland bleken vooral in de zomerperiode een meerwaarde te zijn met de komst van spelers als Kasper Dolberg, Thomas Delaney en Kasper Schmeichel. Ook aanvaller Thorgan Hazard kon hij overtuigen met zijn project. De door hem gehaalde spelers zullen in het seizoen 2023-24 de steunpilaren blijken en Anderlecht naar een derde plaats in de competitie leiden. Het daaropvolgende seizoen begon matig voor de club uit Brussel en Fredberg werd daar deels schuldig aan bevonden. Hij had in het zomermercato van 2024 amper spelers aangetrokken die een meerwaarde waren voor de ploeg. Eind oktober 2024 vertrok hij in onderling overleg bij Anderlecht en werd vervangen door Olivier Renard. 
Op 13 juli 2025 werd Riemer als algemeen directeur (CEO) voorgesteld bij de Italiaanse traditieclub UC Sampdoria, die op dat moment in de Serie B uitkwam.

## Trivia
- In 2015 werkte Fredberg gedurende acht maanden voor Double Pass in Brussel als auditeur.[3]